# Santibáñez de Tera
Santibáñez de Tera ist ein nordwestspanischer Ort und eine Gemeinde (municipio) mit nur noch 358 Einwohnern (Stand: 2024) im Süden der Provinz Zamora in der Autonomen Gemeinschaft Kastilien-León. Neben dem Hauptort Santibáñez de Tera gehört die Ortschaft Sitrama de Tera zur Gemeinde.

## Lage und Klima
Santibáñez de Tera liegt am westlichen Rand der Kastilischen Hochebene (Meseta Iberica) in einer Höhe von ca. 735 m. Der Río Tera begrenzt die Gemeinde im Norden. Die Provinzhauptstadt Zamora ist gut 57 Kilometer (Fahrtstrecke) in südsüdöstlicher Richtung entfernt. Am Nordrand der Gemeinde führt die Autovía A-52 entlang.
Das gemäßigte Kontinentalklima wird nur selten vom Atlantik beeinflusst.

## Bevölkerungsentwicklung
| Jahr      | 1970 | 1981 | 1991 | 2001 | 2011 | 2021 |
| Einwohner | 1091 | 800  | 732  | 574  | 480  | 369  |

## Sehenswürdigkeiten
- Johannes-der-Täufer-Kirche in Santibañez de Tera.jpg
- Michaeliskirche in Sitrama de Tera
- Christuskapelle

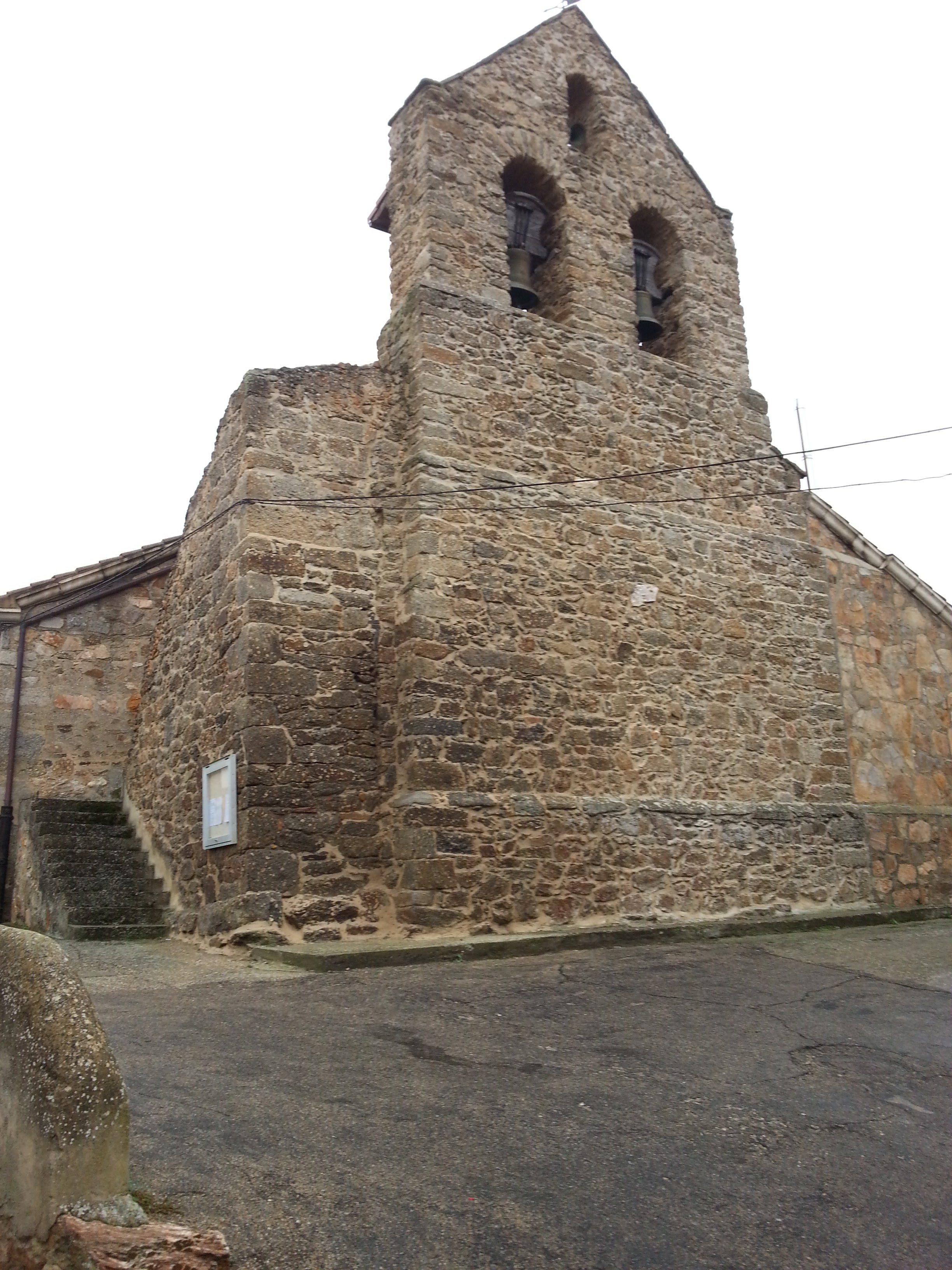
Johannes-der-Täufer-Kirche
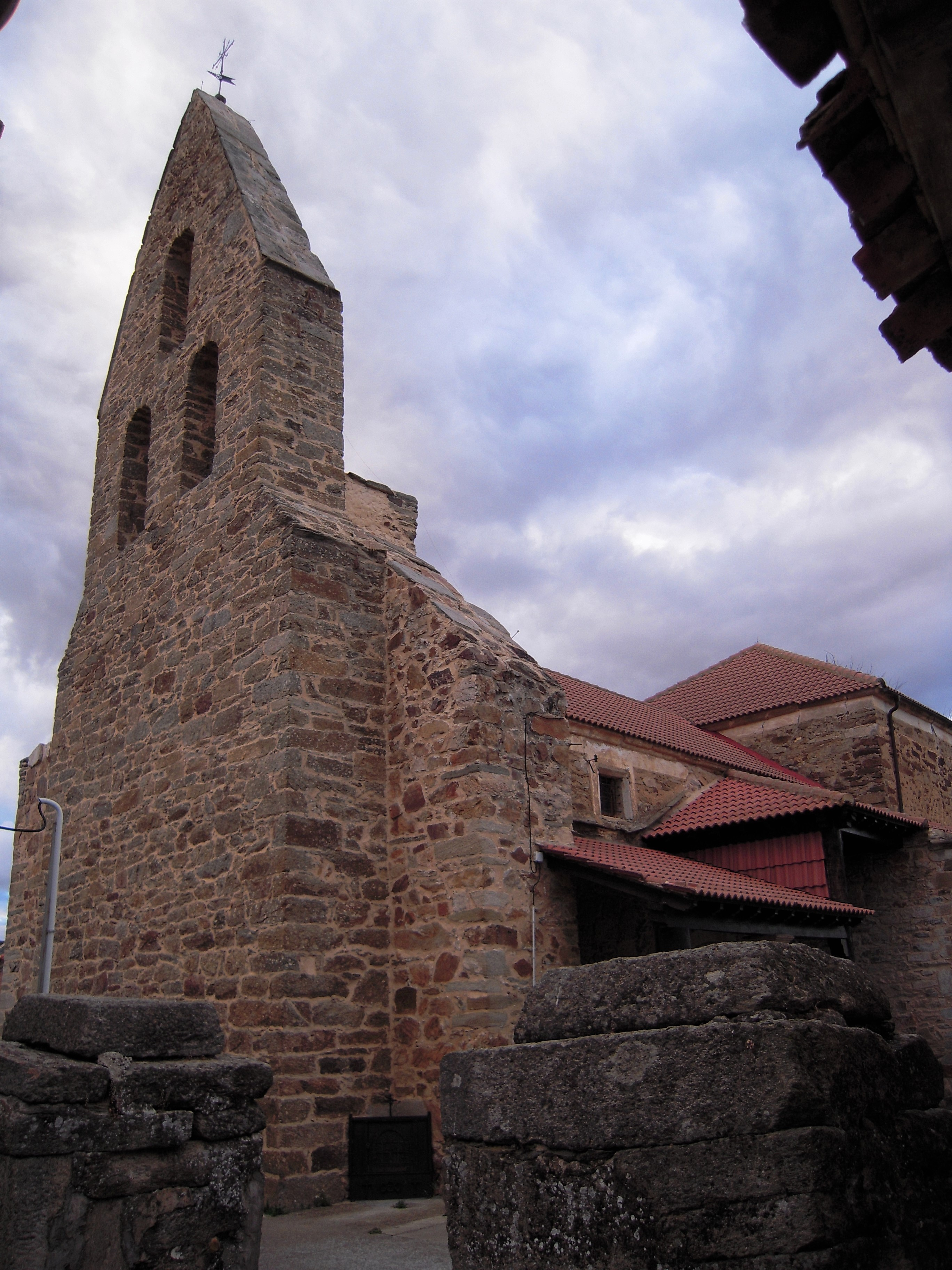
Michaeliskirche